# Wemba mtwapica
Wemba mtwapica är en insektsart som beskrevs av Irena Dworakowska och Trolle 1976. Wemba mtwapica ingår i släktet Wemba och familjen dvärgstritar.
Artens utbredningsområde är Kenya. Inga underarter finns listade i Catalogue of Life.